# Evening
Evening (яп. イブニング ибунингу, от англ. «вечер») — японский журнал манги для мужчин (сэйнэн), выпускаемый издательством «Коданся» с 2002 года. Выходила с августа 2001 года по февраль 2023 года По данным на 2009 год, тираж Evening составляли 160 тыс. экземпляров. В нём печаталась такая известная манга, как Moyashimon Масаюки Исикавы, Yugo Negotiator Сю Аканы, Koi Kaze Мотои Исиды, Yama Onna Kabe Onna Ацуко Такакуры, Captain Alice Юдзо Такады, All Rounder Meguru Хироки Эндо.
Последний выпуск журнала был опубликован 28 февраля 2023 года, после чего прекратил своё существование, некоторые издания, ранее выпускаемые в этом журнале, продолжили публиковаться на веб-сайте издательства «Коданся» Comic Days.

## Манга
- All Rounder Meguru (オールラウンダー廻)
- Onsen: Mattou Uketsugi Tsunagu (おせん 真っ当を受け継ぎ繋ぐ。)
- Garouden (餓狼伝)
- Captain Alice (CAPTAINアリス)
- Gunnm: Mars Chronicle
- K2 (K2)
- Torokeru Tekkousho (とろける鉄工所)
- Toumei Accel (透明アクセル)
- Noririn (のりりん)
- Gekikou Ganbo (激昂がんぼ)
- Help Man! (ヘルプマン!)
- Mister Ajikko II (ミスター味っ子II)
- Mugen no Gunkan Yamato (夢幻の軍艦大和)
- Moyashimon (もやしもん)
- Yomekin (ヨメキン ヨメとド近眼)
- Yoiko no Mokushiroku (よいこの黙示録)
- Yondemasuyo, Azazel-san (よんでますよ、アザゼルさん。)